# Nothing's Carved In Stone
Nothing's Carved In Stone은 2009년에 결성한 일본의 록 밴드다. 엘르가든이 활동 정지를 하면서 기타리스트인 우부카타 신이치는 그의 솔로 프로젝트로서 Nothing's Carved In Stone을 결성했다. 데뷔 앨범인 Parallel Lives는 2009년 5월 6일에 발매되어 주간 오리콘 차트 11위를 차지하기도 했다.

## 멤버
- 우부카타 신이치 (生形 真一 うぶかた しんいち) – 기타리스트, 백 보컬
- 오키타 타카노리 (大喜多 崇規 おきた たかのり) – 드러머
- 무라마츠 타쿠 (村松 拓 むらまつ たく) – 보컬, 기타리스트
- 히나타 히데카즈 (日向 秀和 ひなた ひでかず) – 베이시스트

## 앨범
- Parallel Lives (2009년 5월 6일)
- Sands of Time (2010년 6월 9일)
- Echo (2011년 6월 8일)
- Silver Sun (2012년 8월 15일) - 레코드 레이블 데뷔
- Revolt (2013년 6월 26일)
- "Strangers in Heaven" (2014년 8월 6일)
- "Existence" (2016년 12월 14일)
- "Mirror Ocean" (2018년2월14일)

## 싱글
- Around the Clock (2009년 12월 9일)

- Pride            (2012년 7월 18일)

- Spirit Inspiration <기간 생산 한정반> (2012년 11월 28일)
- Spirit Inspiration     <통상 반>     (2012년 11월 28일)

- Out of Control [CD + DVD] <기간 생산 한정반> (2013년 3월 6일)
- Out of Control                <통상 반>     (2013년 3월 6일)

- ツバメクリムゾン [CD + DVD] <초회 한정반>  (2013년 12월 18일)
- ツバメクリムゾン              <통상 반>   (2013년 12월 18일)

- Gravity  <통상 반>     <2015년 1월 14일>
- Gravity <초회 한정반>   <2015년 1월 14일>

- 【ワケあり特価】In Future <2016년 4월 6일>
- In Future             <2016년 4월 6일>

- Adventures ［CD+DVD］ <2016년 11월 2일>

- Beginning  ［CD+DVD］ <2019년 5월 29일> 발매 예정

## 같이 보기
- ELLEGARDEN
- The HIATUS
- 스트레이테너